# السدارة (الملاجم)

تعديل مصدري - تعديل

السدارة هي إحدى قرى عزلة ال غشام الملاجم بمديرية الملاجم التابعة لمحافظة البيضاء، بلغ تعداد سكانها 183 نسمة حسب تعداد اليمن لعام 2004.